# Annual report on the New York State Museum of Natural History
Annual report on the New York State Museum of Natural History (w publikacjach cytowane także w skrócie jako Ann. Rep. N.Y. St. Mus. – ogólnie dostępne międzynarodowe czasopismo naukowe. Są to roczne sprawozdania z pracy Muzeum Historii Naturalnej Stanu Nowy Jork. Ich poprzednikiem były roczniki Annual report of the regents of the university of the state of New York on the condition of the State Cabinet of Natural History, następcą są roczniki Annual report of the Trustees of the State Museum of Natural History. Tematyka to szeroko pojęta nauka.
Roczniki wychodziły w latach 1870–1884 roku. Wszystkie numery czasopisma zostały zdigitalizowane i są dostępne w internecie w postaci skanów (pliki pdf, ocr, jp2, all). Opracowano 5 istniejących w internecie skorowidzów umożliwiających odszukanie artykułu:
- Title – na podstawie tytułu
- Author – na podstawie nazwiska autora
- Date – według daty
- Collection – według grupy zagadnień
- Contributor – według instytucji współpracujących

Istnieje też indeks zdigitalizowanych numerów czasopisma ze spisem ich treści.